# Oskar Zornik
Oskar Zornik, slovenski operni pevec, * 20. marec 1922, Čezsoča, † 19. november 1994, Maribor.

## Življenje in delo
Oskar Zornik, rojen rudarju Ivanu in Frančiški Zornik (rojeni Komac), je obiskoval italijansko nižjo gimnazijo v Bovcu (1934–1938) in višjo v Trstu (1938–1940) ter jo končal v Ljubljani (1945–1947). Leta 1942 se je vključil v NOB (partizansko ime Miloš), bil sprejet v KPS, decembra 1942 sodeloval pri ustanovitvi prve partijske celice v Bovcu in organiziral vstajo na Bovškem. Leta 1943 je vodil delo z mladino na Bovškem, Kobariškem in Tolminskem (prvi sekretar okrožnega komiteja SKOJ), po kapitulaciji Italije je bil kratek čas komandir čete in komandant bataljona, od oktobra do decembra v partijski šoli na Vojskem. V času od 1944 do 1945 je bil na položaju politični komisarja brigade. Že od otroštva se je učil violino, po vojni obiskoval v Ljubljani srednjo glasbeno šolo (1945–1947) in študiral solopetje na ljubljanski AG pri profesorju Juliju Betettu (1947-1951) ter 1969 diplomiral. Angažiran je bil v opernih gledališčih v Beogradu (1947-1951), na Reki (1952-1955), v Skopju (1955-1956), nato do 1969 v Operi SNG v Mariboru. Kot dramski tenor je nastopal v glavnih vlogah oper Giuseppeja Verdija, Giacoma Puccinija, Gaetana Donizettija, Ruggiera Leoncavalla, Jakova Gotovca in drugih. Gostoval je v vseh jugoslovanskih opernih hišah in tudi v tujini ter nastopal tudi kot koncertni pevec.. Prejel je tudi več državnih odlikovanj in priznanj.

## Odlikovanja in priznanja
- Red zaslug za ljudstvo s srebrno zvezdo - 2x (1946, 1962)
- Red za hrabrost (1949)
- Red bratstva in enotnosti s srebrnim vencem (1962)
- Red republike z bronastim vencem (1983)
- Zlata plaketa OF VOS (1981)